# Classe (Ravenna)
Classe è una frazione del comune di Ravenna di 1 989 abitanti.
Il suo toponimo deriva dal latino Classis, «flotta». Dove oggi c'è il centro abitato, infatti, in epoca romana vi era un porto che ospitava una flotta permanente della  marina militare dell'Impero romano. In epoca bizantina il porto divenne la sede principale della flotta di Costantinopoli in Occidente.

## Storia
L'origine del centro abitato va ricondotta all'accampamento militare (Castrum Classis) dove alloggiavano i soldati della flotta posta a sorveglianza del Mediterraneo orientale.

## Monumenti
Il monumento più noto di Classe è senza dubbio la basilica di Sant'Apollinare inserita, dal 1996, nella lista dei siti italiani patrimonio dell'umanità dall'UNESCO, all'interno del sito seriale "Monumenti paleocristiani di Ravenna". Nel 2015 è stato il monumento più visitato in Emilia-Romagna con 157 736 visitatori.

## Cultura
Il Museo Classis Ravenna - Museo della Città e del Territorio, è stato allestito nei locali dell'ex zuccherifico.

## In letteratura
A Classe è ambientata una novella del Decamerone di  Giovanni Boccaccio che ha per protagonista Nastagio degli Onesti. Nel bosco della città Nastagio vede ogni venerdì una donna nuda inseguita da un cavaliere nero e dilaniata da due cani come punizione per non aver amato un uomo che, per amore, si era suicidato per lei; il fantasma di quest'uomo appare sotto forma di cavaliere.
La pineta sul suo antico "lito" è nominata da Dante Alighieri nel canto XXVIII vv. 19-21 del Purgatorio: 

## Infrastrutture e trasporti
Il 3 agosto 1900 fu inaugurato il prolungamento fino a Classe della tranvia Forlì-Ravenna, destinato prevalentemente al traffico generato dal locale zuccherificio; la tranvia rimase in esercizio fino al 1929.
C'è tuttora una stazione dei treni.
Il trasporto pubblico è assicurato da autoservizi svolti dalla società START Romagna.